# Championnat de France féminin de handball de deuxième division 2024-2025
Navigation
Division 2 2023-2024 Division 2 2025-2026
Le Championnat de France féminin de handball de deuxième division 2024-2025 est la cinquante-quatrièmeème édition de cette compétition. Ce championnat est le deuxième plus haut niveau du championnat de France de ce sport derrière la Ligue Butagaz Energie (LBE). C'est la troisième édition organisée par la Ligue féminine de handball (LFH), qui gérait déjà la LBE.

## Formule de la compétition
Initialement ouverte à 14 clubs et comme la saison dernière, la compétition 2024/2025 se jouera avec 13 clubs ayant acquis leur participation par leur classement au terme de la saison précédente. Ces clubs sont réunis en une poule de 13, dont 3 clubs avec le statut VAP. Les clubs se rencontrent en matches aller et retour (26 matchs).
Le club sous statut VAP classé à l’une des 4 premières places du championnat de D2F et le mieux classé accède à la LBE. Les clubs classés aux 13e et 12e places sont relégués en Nationale 1 pour la saison suivante.
En vigueur depuis la saison 2012-2013, ce dispositif VAP vise à baliser et sécuriser le chemin vers la LBE pour consolider la professionnalisation du handball féminin français. Il concerne les clubs de D2F désireux de se structurer et ambitionnant, à plus ou moins court terme, d’accéder en LBE et qui s’engagent en conséquence à répondre volontairement à un cahier des charges intermédiaire, palier avant une intégration en LBE. Ce statut de club VAP est accordé par la CNCG après examen de la situation du club de D2F au regard des différents critères du cahier des charges VAP (de même nature que ceux du cahier des charges LBE). Tous les clubs qualifiés en D2F peuvent solliciter le statut VAP, qu’ils accèdent de N1, descendent de LBE ou se soient maintenus en D2. Le statut est accordé par saison sportive et il n’y a aucune attribution automatique d’une saison sur l’autre, ni à un club relégué de LBE.

## Clubs participants
Le 14 juin 2024, l'actionnaire majoritaire des Neptunes de Nantes se retire et met le club en vente. Le 13 juillet 2024, le club annonce le dépôt de bilan  et jouera en Division 2. Malgré sa relégation sportive, la Stella Saint-Maur Handball est repêché en Ligue Butagaz Energie, tandis que le Nantes Handball Féminin, la nouvelle entité qui remplace l'ancien club nantais, est intégré au calendrier de Division 2. La participation du Nantes Handball Féminin au championnat de France de Division 2 est officielle le 27 août 2024.
Le 1er août 2024, les éléments financiers du bilan présentés par les dirigeants du Noisy-le-Grand handball n'ont pas convaincus la commission de contrôle de la FFHB pour lui permettre de rester dans le secteur professionnel conditionné par le cahier des charges de la Ligue féminine de handball (LFH). Il est remplacé par le club de l'ASUL Vaulx-en-Velin, finalement repêché par la LFH.
L'Union du pays d'Aix Bouc HB, bien que promu sportivement à l’issue de la saison 2023-24, s'est vu refuser l’accès au championnat de France de Division 2.
Les 3 clubs ayant obtenus le statut VAP, et étant ainsi les prétendants à la montée en Ligue Butagaz Energie 2025-2026, sont le Handball Club Celles-sur-Belle, le Lomme Lille MH et Le Havre AC Handball. Un 4e club rejoint le cercle des clubs VAP : le Nantes Handball Féminin.
Le 3 mars 2025, le Lomme Lille MH s’est vu retirer le statut VAP et a été sanctionné de 2 points par la Commission nationale du contrôle et de gestion. Le 27 mars 2025, c'est au tout de HBC Celles-sur-Belle d'être sanctionné par la Commission nationale du contrôle et de gestion avec un retrait du statut VAP et une sanction de 7 points.
| \| Le Havre Saint-Grégoire Nantes Bouillargues Clermont-Ferrand Celles-sur-B. Bègles Pessac Lomme Le Pouzin Besançon Bergerac Vaulx-en-Velin \| Localisation des clubs engagés dans le championnat. |
| Le Havre Saint-Grégoire Nantes Bouillargues Clermont-Ferrand Celles-sur-B. Bègles Pessac Lomme Le Pouzin Besançon Bergerac Vaulx-en-Velin                                                           |

Légende des couleurs
- Relégué de D1F
- Rétrogradé administrativement de D1F
- Repêché administrativement en Division 2
- Promu de Nationale 1

| Club                                     | Localisation                                            | Classement de 2023-2024 | VAP |
| ---------------------------------------- | ------------------------------------------------------- | ----------------------- | --- |
| Nantes Handball Féminin                  | Pays de la Loire, Loire-Atlantique, Nantes              | 3e de D1F               | Oui |
| Stade pessacais UC                       | Nouvelle-Aquitaine, Gironde, Pessac                     | 2e                      |     |
| Handball Club Celles-sur-Belle           | Nouvelle-Aquitaine, Deux-Sèvres, Celles-sur-Belle       | 3e                      | Oui |
| Handball Clermont Auvergne Métropole 63  | Auvergne-Rhône-Alpes, Puy-de-Dôme, Clermont-Ferrand     | 4e                      |     |
| Club athlétique béglais handball         | Nouvelle-Aquitaine, Gironde, Bègles                     | 5e                      |     |
| Saint-Grégoire Rennes Métropole Handball | Bretagne, Ille-et-Vilaine, Saint-Grégoire               | 7e                      |     |
| Le Havre AC Handball                     | Normandie, Seine-Maritime, Le Havre                     | 8e                      | Oui |
| Bouillargues Handball Nîmes Métropole    | Occitanie, Gard, Bouillargues                           | 9e                      |     |
| Lomme Lille MH                           | Hauts-de-France, Nord, Lomme                            | 10e                     | Oui |
| Le Pouzin HB 07                          | Auvergne-Rhône-Alpes, Ardèche, Le Pouzin                | 11e                     |     |
| ASUL Vaulx-en-Velin                      | Auvergne-Rhône-Alpes, Métropole de Lyon, Vaulx-en-Velin | 12e (repêché)           |     |
| Palente Besançon HB                      | Bourgogne-Franche-Comté, Doubs, Besançon                | 1er de N1 (poule 3)     |     |
| Bergerac 2P HB                           | Nouvelle-Aquitaine, Dordogne, Bergerac                  | 1er de N1 (poule 1)     |     |

## Résultats

### Classement
Le classement final est :
|    | Équipe                      | Pts  | J  | G  | N | P  | Bp  | Bc  | Diff |
| -- | --------------------------- | ---- | -- | -- | - | -- | --- | --- | ---- |
| 1  | Le Havre AC V               | 63   | 24 | 18 | 3 | 3  | 760 | 655 | 105  |
| 2  | Nantes Handball Féminin R V | 61   | 24 | 17 | 3 | 4  | 579 | 509 | 70   |
| 3  | HB Clermont AM 63           | 61   | 24 | 18 | 1 | 5  | 621 | 535 | 86   |
| 4  | Palente Besançon HB P       | 51   | 24 | 12 | 3 | 9  | 642 | 641 | 1    |
| 5  | Lomme Lille MH              | 47-2 | 24 | 12 | 1 | 11 | 600 | 616 | -16  |
| 6  | Stade pessacais UC          | 45   | 24 | 9  | 3 | 12 | 630 | 634 | -4   |
| 7  | Le Pouzin HB 07             | 45   | 24 | 9  | 3 | 12 | 636 | 638 | -2   |
| 8  | ASUL Vaulx-en-Velin         | 43   | 24 | 9  | 1 | 14 | 614 | 640 | -26  |
| 9  | CA Bègles                   | 43   | 24 | 9  | 1 | 14 | 611 | 647 | -36  |
| 10 | HBC Celles-sur-Belle        | 42-7 | 24 | 11 | 3 | 10 | 611 | 594 | 17   |
| 11 | Bouillargues HB NM          | 40   | 24 | 8  | 0 | 16 | 642 | 682 | -40  |
| 12 | Saint-Grégoire RMHB         | 37   | 24 | 5  | 3 | 16 | 535 | 590 | -55  |
| 13 | Bergerac 2P HB P            | 37   | 24 | 5  | 3 | 16 | 571 | 671 | -100 |

Légende
- Champion de D2 (1er du classement)
000et promu en D1F (si club VAP)
- Promu en D1F (1er club VAP parmi le top 4)
- Relégué en Nationale 1
- Rétrogradé administrativement
- Repêché en Division 2
- V : Club VAP.
- -N : Points de pénalité
- R : Relégué de D1F.
- P : Promu de Nationale 1.

Note :
- Le Lomme Lille MH s’est vu retirer le statut VAP et a été sanctionné de 2 points en février par la Commission nationale du contrôle et de gestion le 3 mars 2025[12]. Le 1er août 2025, la CNCG confirme la relégation administrative de plusieurs clubs, dont celui de Lomme[15].
- Le HBC Celles-sur-Belle s’est vu retirer le statut VAP et a été sanctionné de 7 points en février par la Commission nationale du contrôle et de gestion le 27 mars 2025[13]. Le 1er août 2025, la CNCG confirme la relégation administrative de plusieurs clubs, dont celui de Celle-sur-Belle[16].
- Le Saint-Grégoire RMHB est repêché en Division 2[17] suite au refus de Côte Basque Handball et de Villemomble Handball de jouer les barrages d'accession qui devaient se dérouler les week-ends du 31 mai/1er juin et du 7/8 juin 2025[18]. Le refus de Côte Basque Handball est expliqué par la situation financière du club qui n’est pas suffisante pour grimper d’un étage [19].
- Le Nantes Handball Féminin a déposé une déclaration de cessation de paiement et ne poursuivra pas en Division 2[20] et jouera en Nationale 1[21].

### Résultats détaillés
Mise à jour le 2 juin 2025
| Résultats (dom.\ext.)                                      | Bèg.  | Ber.  | Bes.  | Bou.  | Cel.  | Cle.  | Le H. | Le P. | Lom.  | Nan.  | Pes.  | St-G. | Vau.  |
| CA Bègles                                                  |       | 24-18 | 27-26 | 39-28 | 22-29 | 24-23 | 26-32 | 18-24 | 19-25 | 22-27 | 29-29 | 30-25 | 30-27 |
| Bergerac 2P HB P                                           | 26-21 |       | 24-27 | 21-35 | 24-21 | 22-27 | 32-32 | 24-24 | 29-28 | 18-23 | 23-28 | 24-21 | 31-26 |
| Palente Besançon HB P                                      | 34-32 | 27-26 |       | 36-34 | 22-29 | 28-28 | 24-36 | 32-28 | 32-25 | 21-22 | 28-27 | 25-22 | 28-26 |
| Bouillargues HB NM                                         | 31-33 | 27-22 | 27-24 |       | 26-22 | 28-31 | 34-39 | 28-32 | 16-31 | 18-19 | 27-28 | 29-23 | 24-28 |
| Handball Club Celles-sur-Belle                             | 24-21 | 26-26 | 28-28 | 27-26 |       | 21-29 | 25-29 | 29-23 | 22-23 | 19-19 | 29-26 | 28-23 | 19-20 |
| HB Clermont AM 63                                          | 27-21 | 26-19 | 20-17 | 24-21 | 33-29 |       | 24-27 | 30-21 | 27-19 | 22-20 | 28-20 | 27-13 | 31-25 |
| Le Havre AC V                                              | 36-31 | 29-22 | 31-27 | 43-28 | 28-29 | 33-26 |       | 38-29 | 30-30 | 20-20 | 29-31 | 36-25 | 28-24 |
| Le Pouzin HB 07                                            | 26-28 | 41-27 | 27-32 | 30-31 | 25-21 | 24-15 | 33-41 |       | 23-21 | 31-17 | 28-29 | 20-20 | 30-25 |
| Lomme Lille MH                                             | 26-22 | 29-27 | 28-22 | 26-35 | 19-24 | 17-28 | 24-23 | 30-27 |       | 18-24 | 19-25 | 33-28 | 21-26 |
| Nantes Handball Féminin R                                  | 24-27 | 27-19 | 23-19 | 31-20 | 30-29 | 28-25 | 24-25 | 28-19 | 29-24 |       | 22-17 | 28-17 | 21-15 |
| Stade pessacais UC                                         | 28-23 | 35-22 | 23-27 | 28-24 | 29-32 | 16-23 | 32-33 | 19-19 | 29-30 | 25-28 |       | 30-19 | 29-29 |
| Saint-Grégoire RMHB                                        | 28-22 | 30-20 | 18-18 | 17-18 | 20-18 | 16-18 | 31-32 | 24-26 | 24-28 | 18-18 | 30-21 |       | 23-20 |
| ASUL Vaulx-en-Velin                                        | 24-20 | 37-25 | 30-38 | 28-27 | 23-31 | 26-29 | 24-30 | 31-26 | 25-26 | 21-27 | 33-26 | 21-20 |       |
| - Victoire à domicile - Match nul - Victoire à l'extérieur |       |       |       |       |       |       |       |       |       |       |       |       |       |

## Statistiques et récompenses

### Classement des buteuses
| Rang | Joueuse                    | Club                    | Buts      | Tirs    | %     | MJ | Moy. |
| ---- | -------------------------- | ----------------------- | --------- | ------- | ----- | -- | ---- |
| 1    | Léa Lacroix                | Bouillargues Nîmes      | 150 / 236 | 63,55 % | 10/12 | 24 | 6,25 |
| 2    | Christine Efouba           | ASUL Vaulx-en-Velin     | 136 / 210 | 64,76 % | 4/6   | 24 | 5,66 |
| 3    | Valentine Pin              | Le Havre AC             | 128 / 218 | 58,71 % | 52/64 | 24 | 5,33 |
| 4    | Perrine Petiot             | HBC Celles-sur-Belle    | 127 / 264 | 48,10 % | 15/18 | 22 | 5,77 |
| 5    | Alice Mazel                | Bouillargues Nîmes      | 127 / 208 | 61,05 % | 28/34 | 24 | 5,29 |
| 6    | Sarah Navarro-Cano         | CA Bègles               | 126 / 195 | 64,61 % | 30/40 | 24 | 5,25 |
| 7    | Magdalena Fernández Agustí | Bergerac 2P HB          | 118 / 184 | 64,13 % | 35/39 | 23 | 5,13 |
| 8    | Eva Mbata                  | Nantes Handball Féminin | 107 / 193 | 55,44 % | 2/3   | 24 | 4,45 |
| 9    | Cassidy Chambonnier        | ASUL Vaulx-en-Velin     | 107 / 164 | 65,24 % | 36/40 | 24 | 4,45 |
| 10   | Albane Frachon             | Nantes Handball Féminin | 104 / 168 | 61,90 % | 16/26 | 24 | 4,33 |

### Classement des gardiennes
| Rang | Joueuse                     | Club                    | Arrêts/Tirs | %       | dont pénalty | MJ | Moy.  |
| ---- | --------------------------- | ----------------------- | ----------- | ------- | ------------ | -- | ----- |
| 1    | Charlène Servant            | ASUL Vaulx-en-Velin     | 262/801     | 32,70 % | 21/75        | 23 | 11,39 |
| 2    | Séphora Jeanne-Louise       | Le Pouzin HB 07         | 250/671     | 37,25 % | 18/66        | 24 | 10,41 |
| 3    | Laurane Scalabrino          | Palente Besançon HB     | 228/718     | 31,75 % | 14/56        | 24 | 9,50  |
| 4    | Cécilia Errin               | Nantes Handball Féminin | 220/643     | 34,21 % | 12/57        | 24 | 9,16  |
| -    | Mallaury Pavillard          | Lomme Lille MH          | 220/640     | 34,37 % | 14/55        | 24 | 9,16  |
| 6    | Lisa Stritt                 | Bergerac 2P HB          | 206/616     | 33,44 % | 9/52         | 24 | 8,58  |
| 7    | Laura Portes                | HB Clermont AM 63       | 193/585     | 32,99 % | 12/63        | 24 | 8,04  |
| 8    | Sarah Vukovac               | Saint-Grégoire RMHB     | 179/563     | 31,79 % | 13/50        | 22 | 8,13  |
| 9    | Justine Hicquebrant         | HBC Celles-sur-Belle    | 177/529     | 33,45 % | 10/40        | 19 | 9,31  |
| 10   | Charlotte Deschamps-Frilley | CA Bègles               | 164/559     | 29,33 % | 9/40         | 24 | 6,83  |

### Statistiques et faits marquants
- Meilleure attaque : 760 buts marqués (31,67 buts/match) pour Le Havre AC
- Meilleure défense : 509 buts encaissés (21,21 buts/match) pour le Nantes Handball Féminin
- Plus grand nombre de buts pendant une journée : 345 buts lors de la 26e journée
- Plus petit nombre de buts dans une rencontre : 34 buts lors du match de la 9e journée entre le Saint-Grégoire RMHB et le Bouillargues HB NM (16-18)
- Plus grand nombre de buts dans une rencontre : 74 buts lors du match de la 12e journée entre Le Pouzin HB 07 et Le Havre AC (33-41)
- Plus large victoire à domicile : 15 buts d'écart lors du match de la 4e journée entre Le Havre AC et Bouillargues HB NM (43-28)
- Plus large victoire à l'extérieur : 15 buts d'écart lors du match de la 8e journée entre Bouillargues HB NM et le Lomme Lille MH (16-31)
- Plus grand nombre de buts dans une rencontre pour une joueuse : 15 buts pour  Sarah Navarro-Cano (CA Bègles) lors de Bouillargues HB NM-CA Bègles (31-33) le 14 février 2025 (13e journée)
- Plus grande série de victoires : 8 matches pour le HB Clermont AM 63 du 19 octobre 2024 (4e journée) au 12 février 2025 (9e journée - match en retard).
- Plus grande série de défaites : 5 matches pour le
  - Bouillargues HB NM du 14 septembre 2024 (1re journée) au 13 novembre 2024 (7e journée).
  - CA Bègles du 26 avril 2025 (21e journée) au 31 mai 2025 (26e journée).
- Plus grande série de matchs sans défaite : 14 matches pour le Le Havre AC du 8 février 2025 (12e journée) au 31 mai 2025 (26e journée - série non terminée).
- Plus grande série de matchs sans victoire : 12 matches pour le Saint-Grégoire RMHB du 19 octobre 2024 (4e journée)au 22 mars 2025 (17e journée).

### Distinctions individuelles
Les modalités sont :
- les joueuses de tous les clubs sont sondées par l'AJPH pour établir une liste des meilleures joueuses par catégorie. Le fonctionnement est le même avec 7 Master pour les entraîneurs et entraîneuses.
- Le comité d'experts (membres de l'AJPH, de 7 Master, de l'UCPHF, de la Ligue féminine de handball, de la DTN et journalistes) établit alors une liste de trois ou cinq (pour le trophée de la meilleure joueuse) personnes nommées par poste en prenant en compte les résultats des sondages précédemment évoqués.
- Les entraîneurs, présidents et capitaines des 14 clubs sont amenés à voter et leurs votes sont comptés pour 50% des résultats. Le grand public est appelé à voter entre le 26 mai et le 8 juin sur le site internet de la LFH et leurs votes comptent pour 50% des résultats.

Les résultats ont été dévoilés le 13 juin 2025 :
- Meilleure joueuse : Léa Lacroix (Bouillargues Handball Nîmes Méditerranée)

- Meilleure gardienne de but : Séphora Jeanne-Louise (Le Pouzin HB07)
- Meilleure ailière gauche : Mathita Diawara (Le Havre AC Handball)
- Meilleure arrière gauche : Léa Lacroix (Bouillargues Handball Nîmes Méditerranée)
- Meilleure demi-centre :  Lucile Roche (Le Havre AC Handball)
- Meilleure pivot : Léa Cuenot (Palente Besançon Handball)
- Meilleure arrière droite : Mathilde Roy (Handball Clermont Auvergne Métropole 63)
- Meilleure ailière droite : Sarah Navarro-Cano (Club athlétique béglais handball)

- Meilleure défenseure : Aidiatou Dembélé (Handball Clermont Auvergne Métropole 63)
- Jeune révélation inspirante : Ylana Richard (Nantes Handball Féminin)
- Meilleur entraîneur : Tom Garnier (Le Havre AC Handball)

## Bilan de la saison
| Tableau d'honneur de la saison 2024-2025 |                                                                       |
| Champion de France de D2                 | Le Havre AC                                                           |
| Promu en LBE                             | Le Havre AC                                                           |
| Relégué de LBE                           | aucun                                                                 |
| Relégué en Nationale 1                   | aucun                                                                 |
| Repêché en Division 2                    | Saint-Grégoire RMHB Bergerac 2P HB P                                  |
| Rétrogradé en Nationale 1                | Nantes Handball Féminin Handball Club Celles-sur-Belle Lomme Lille MH |
| Promu de Nationale 1                     | USAM Nîmes Gard La Roche-sur-Yon Vendée HB                            |